# داویچی
داویچی (انگلیسی: Davichi; کره‌ای: 다비치; لاتین‌نویسی اصلاح‌شده: Dabichi) یک گروه دونفرهٔ کره جنوبی است که در سال ۲۰۰۸ ایجاد شد. این گروه متشکل از وکالیست‌ها لی هه-ری و کانگ مین-کیونگ است. نام آنها «داویچی» از عبارت کره‌ای 다 비치 گرفته شده‌است که به معنای «shining over everything» است. این گروه تا کنون سه آلبوم استودیویی و شش آلبوم چندآهنگه و چندین ساندترک برای مجموعه‌های تلویزیونی مانند بزرگ (۲۰۱۲)، آیریس ۲ (۲۰۱۳)، مشکلی نیست، این عشقه (۲۰۱۴)، نسل خورشید (۲۰۱۶) و عاشقان ماه (۲۰۱۶) منتشر کرده‌است.